# Sonic (personaje)
Sonic the Hedgehog (ソニック・ザ・ヘッジホッグ lit. Sonic el erizo?) es un erizo antropomórfico azul y el protagonista de la franquicia de videojuegos . Es la mascota oficial de la compañía Sega. También está presente en cómics, dibujos animados, libros y películas. Es un erizo azul que tiene la habilidad de moverse a altas velocidades comparables a la velocidad supersónica.

## Biografía e Historia

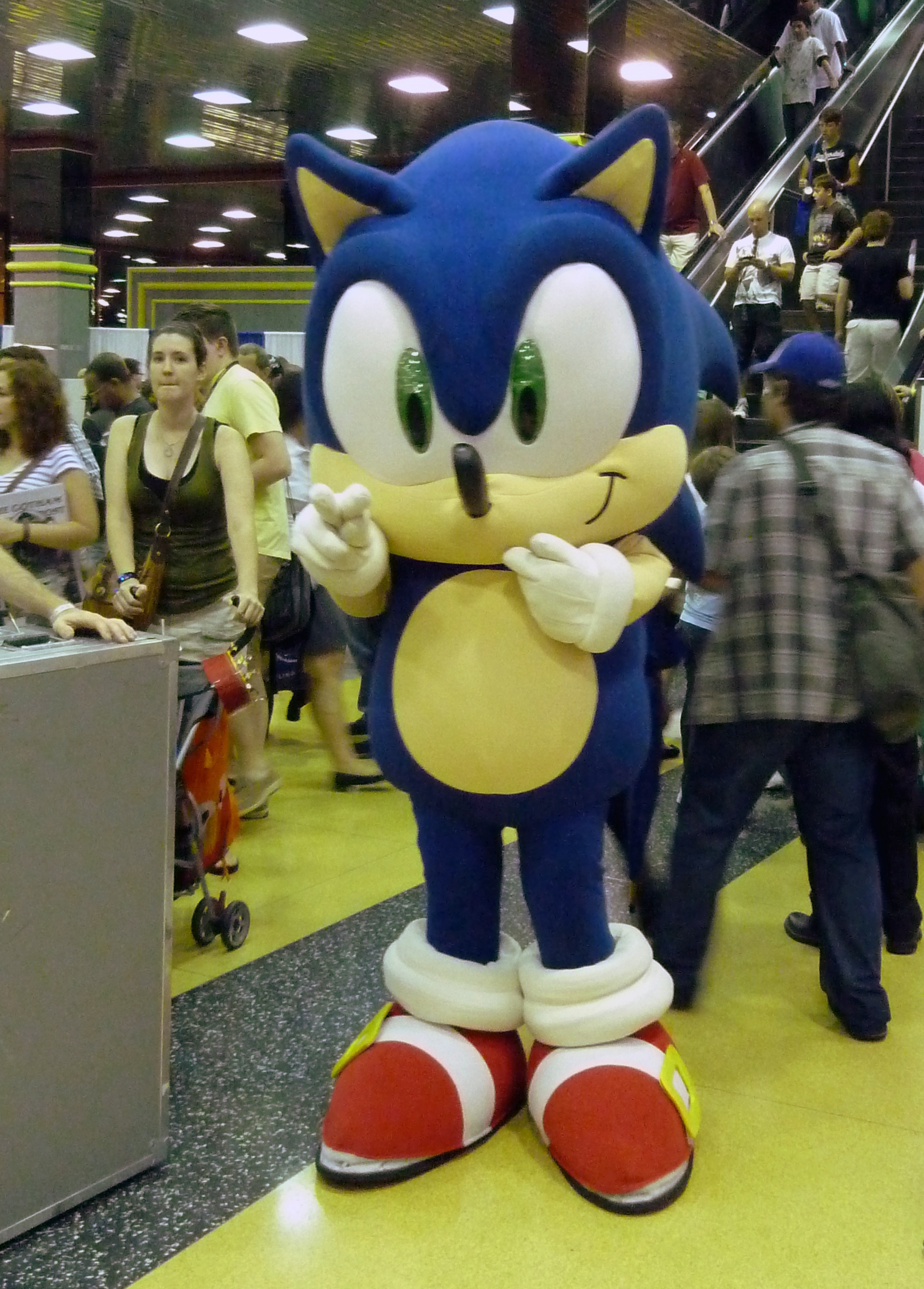
Cosplayer personificando a Sonic durante la WW Chicago 2011.

El primer videojuego del personaje, Sonic the Hedgehog, fue creado en 1991 para competir con los videojuegos de Nintendo: Mario, reemplazando a su antigua mascota Alex Kidd. La mayoría de los juegos de la franquicia son desarrollados por Sonic Team. Sus juegos han vendido más de 80 millones de copias en 2011.
El grupo interno de desarrollo de Sega AM8 realizó la mayoría de los bocetos, entre los cuales figuró un armadillo (después aparecería Mighty), un hombre obeso con aspecto humanoide (que luego sería la base del enemigo de Sonic, el Dr. Eggman) y un conejo. La opción que se eligió definitivamente fue un erizo, diseñado por Naoto Ōshima, que sería llamado «Sonic». Su nombre originalmente era Mr. Needlemouse. Su primera aparición fue en el juego de carreras Rad Mobile como decoración colgado en el espejo retrovisor del coche.
El primer videojuego de esta franquicia, Sonic the Hedgehog, fue creado en 1991 para competir con los videojuegos de la mascota de Nintendo: Mario, con el nuevo Super Mario World, reemplazando a Alex Kidd y poniendo a Sonic de personaje principal y mascota de Sega
AM8 comenzó el desarrollo del juego y desde entonces pasó a llamarse Sonic Team. De hecho, excepto AM2, todos los grupos AM# de Sega han terminado modificando sus nombres.
El diseño ha variado levemente con el paso del tiempo, aunque en rasgos generales siempre ha sido el mismo. Los cambios de diseño más destacados que sufrió el personaje se produjeron primero con el lanzamiento de Sonic the Hedgehog 2. Para la Sega Mega Drive/Genesis, se cambió la estructura de la cabeza y las púas. Más tarde este cambio sería rectificado y volverían al modelo antiguo. El cambio más destacado se suscitó con el lanzamiento de Sonic Adventure con el Sega Dreamcast en 1998 con el objetivo de conseguir una nueva imagen corporativa de Sega más moderna. Se optó por trazados más dinámicos y flexibles, diseños más estilizados y se colocó iris verde a los ojos que desde su creación fueron completamente negros. Este cambio estético también se produjo en Tails, Amy, Knuckles, Dr. Eggman, Metal Sonic, Espio y prácticamente todos los nuevos personajes siguieron esa misma línea.
Según Sonic the Comic, Sonic era en un principio marrón, pero al alcanzar la velocidad del sonido (gracias a las zapatillas que le dio el Dr. Eggman) adquiría un color azul. Se dice que Sega quiso darle el mismo color azul que las letras del logotipo de la empresa. Según Archie Comics, Sonic tiene los ojos verdes por la Esmeralda Maestra.

### Personalidad
En la mayoría de los videojuegos presenta una personalidad aventurera, decidida, confiado, algo egocéntrico y presumido. Sin embargo, siempre ayuda a cualquier ser que se encuentre en problemas. Su comida favorita según varios shows de TV son los chili dogs. En varias ocasiones se evidencia que disfruta de burlarse de sus enemigos y algunas veces de sus propios amigos aunque no lo hace con mala intención. Su mejor amigo es Tails, a quien conoció en los acontecimientos de Sonic the Hedgehog 2. Sus mayores rivales son Shadow y Metal Sonic que es una copia robótica creada por el Dr. Eggman. Su principal propósito es parar los planes del Dr. Eggman. A pesar de ser un héroe algo rebelde es relajado, le gusta hacer maniobras peligrosas por diversión y su pasatiempo favorito es correr a velocidad supersónica.

### Residencia, orígenes y posibles continuidades
En un principio para que Sonic fuera mejor recibido tanto por audiencias occidentales como orientales, las distintas sucursales de Sega ofrecieron variaciones en el trasfondo de la historia de los juegos, derivando en distintos productos de variado contenido. Estas versiones no presentaban demasiados conflictos con lo mostrado en los juegos, aunque sería Sonic Adventure (1998) y los juegos que le siguieron, los que le darían una historia más concreta, desmintiendo y tomando elementos de ambas versiones.
La continuidad de Sega Japón establece que Sonic nació en una isla llamada Christmas island (Isla Navidad en español) y "Xmas Island" en la versión japonesa, sin embargo no vive en dicha isla, si no en la llamada South Island (Isla del Sur), que es el escenario donde se desarrolla el juego "Sonic the Hedgehog" original de Sega Genesis. Más adelante conoceremos West Side Island (Isla del lado Oeste, la isla natal de Tails) y Angel Island (la Isla del Ángel, la isla natal de Knuckles).

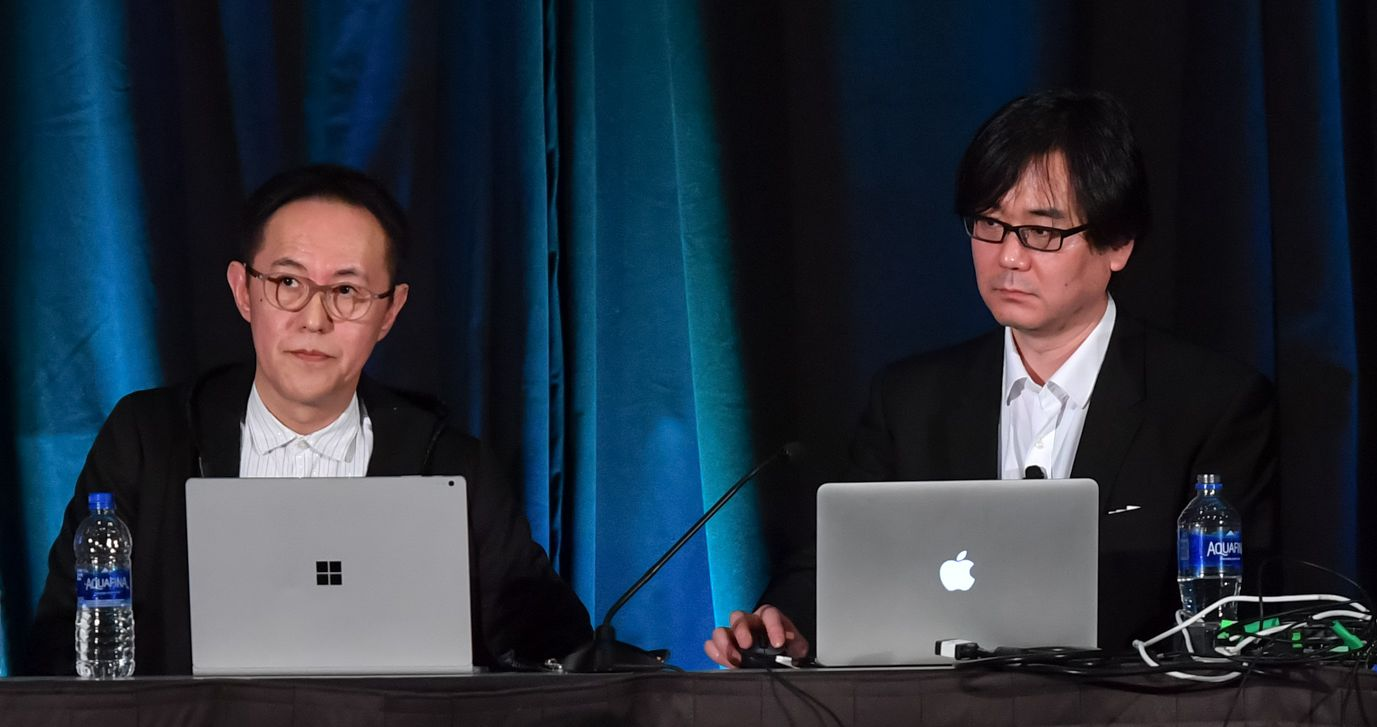
El diseñador del personaje de Sonic, Naoto Ōshima (izquierda) con el diseñador de niveles Hirokazu Yasuhara.

Mientras Sega buscaba una serie emblemática para competir con la saga Super Mario de Nintendo con un personaje para reemplazar a Alex Kidd como la mascota de la compañía, su departamento de investigación y desarrollo envió varios diseños de personajes.
En la versión americana de Sonic (1991 - 1998), el mundo de Sonic es el Planeta Mobius y el único humano al que se conoce en dicho mundo es el Dr. Eggman (esto se debe a una confusión de Sega América al interpretar una declaraciones de Naka en una entrevista en donde habló de que estaban desarrollando "mundos de Mobius" refiriéndose a las bandas de Mobius). Esto cambiará en 1998 con la llegada de la Sega Dreamcast y "Sonic Adventure", donde finalmente se muestra a Sonic y a los demás personajes conviviendo con los humanos de la ficticia ciudad Station Square (Plaza de la Estación). Ya en el 2001 en "Sonic Adventure 2" los propios personajes se refieren al planeta como Tierra. Además de la continuidad de los videojuegos, existen varias continuidades alternativas presentes en los cómics.
Sega of America presentó variaciones, la más prominente siendo lo ya mencionado en relación al nombre del planeta donde habitan los personajes. Otra variación importante se aprecia en los "Amigos Animales", las criaturas que Sonic libera al destruir los robots en los juegos, fuera de los juegos aparecía uno de cada especie con nombre propio, a modo de personaje, los nombres variaron entre ambas versiones con la excepción de Flicky, el pájaro azul, al ser el más prominente por aparecer en su propio juego en 1984, también en el trasfondo de la versión americana se dejaba en claro que Sonic se crio con ellos y que cada animal le enseñó algo importante a Sonic, Flicky le enseñó a disfrutar de la vida, Johnny Lightfoot le enseñó a correr veloz, Joe Sushi a absorber burbujas cuando está bajo el agua, Sally Acorn a saltar alto, etc.
En estas modificaciones se basarían vagamente distintos productos posteriores como lo son entre otras las series animadas Adventures of Sonic the Hedgehog (Aventuras de Sonic el Erizo), comúnmente abreviada AoStH o "Sonic SatAm", por transmitirse los sábados a la mañana, de 1993, Sonic Underground, serie de 1997 que tomaba elementos de Sonic the Hedgehog pero por lo demás siendo muy diferente y las historietas inglesas Sonic the Comic (Fleetway, 1993 - 2002) y las americanas Sonic the Hedgehog (Archie Comics, 1993 - 2017), esta última tomando la serie animada Sonic The Hedgehog como modelo, pero expandiéndose a la vez que adaptando elementos de los juegos, como por ejemplo, al dejar en claro que el planeta "Mobius" es la tierra en el futuro, ambas empezadas en 1993.
Durante la época clásica de Sonic (1991 - 1998), esta continuidad estableció un serio conflicto con la de Sega of Japan, debido a que en algunas ocasiones los manuales de instrucciones de los juegos del Sonic Team fueron modificados en occidente con el propósito de adaptarse a la continuidad americana. Algunas de estas modificaciones hechas a los manuales de instrucciones fueron referirse al mundo de Sonic como Mobius, llamar al Dr. Eggman como Dr. Robotnik (este el nombre que se le dio en la continuidad americana), o cambiar el nombre de Amy Rose por el de "Princess Sally" personaje tanto de la serie animada Sonic the Hedgehog, como de los cómics del mismo nombre publicados por la compañía Archie Comics, este cambio en particular ocurrió en las primeras ediciones de Sonic CD a modo de publicidad pero luego corregido.
Una posible tercera continuidad es la presentada en "Sonic the Hedgehog: The Movie", el OVA de anime de 1996, que presenta el mundo de Sonic como Planet Freedom, un planeta dividido en 2 partes: "La Tierra del Cielo", una zona de enormes islas flotantes sobre las nubes donde Sonic y compañía habitan, y "La Tierra de la Oscuridad" la superficie del planeta cubierta de ciudades modernas en ruinas, que es donde vive Eggman.
En "Sonic Riders" se muestra una sociedad futurista principalmente por la ciudad Metal City, con tablas voladoras de alta tecnología, ya sea con propulsores a aire o gravitatorios.
La serie de anime "Sonic X", propone una continuidad muy similar a la oficial del Sonic Team, pero explica los hechos de una forma distinta: en lugar de Sonic haber vivido siempre en la Tierra, se establece que Sonic vive en un mundo paralelo y que debido a un Control Caos, tanto él, como Eggman, como las Esmeraldas Caos, y los demás personajes, así como Angel Island y la Esmeralda Maestra, son teletransportados al mundo de los humanos, la Tierra. Así, Sonic y los demás conocerán por primera vez a humanos aparte de al Dr. Eggman. Por lo tanto, en esta versión se establece que la Tierra no es el planeta de Sonic y compañía, sino que ellos son extraterrestres que llegaron de un universo paralelo por accidente. Esta naturaleza alienígena es similar a la de los cómics y mangas, salvo que en "Sonic X" no se ha mencionado el nombre del planeta natal de Sonic, por lo que no se lo considera Mobius, pero tampoco se le descarta el nombre ya que la mayor parte de la serie transcurre en su planeta paralelo: la Tierra.
En "Sonic Chronicles: La Hermandad Siniestra", un videojuego para la Nintendo DS, en los apuntes del diario cuando entramos al menú hay información sobre todo lo pasado anterior al juego, como por ejemplo, los acontecimientos de Sonic Adventure o Sonic Battle. Se repite constantemente "El mundo de Sonic" que hace pensar que Sonic pertenece a Mobius, ya que no hace referencia alguna a que el mundo de Sonic sea la Tierra. Eso podría explicar entre otras cosas los extraños seres que se ven a lo largo del juego, como halcones gigantes o dragones, que bien podrían ser los dragones de Komodo.
En "Sonic Unleashed" durante todo el argumento a pesar de no nombrarlo, se ve que el mundo de Sonic es muy similar a la Tierra, pero toda la masa terrestre está distribuida de forma diferente. Las culturas del mundo de este juego están enormemente basadas en las de la tierra.
Más recientemente, en "TailsTube", una serie web donde se presentan datos sobre la saga, se menciona que Sonic, sus amigos y seres como ellos viven en islas pequeñas, mientras que los humanos viven en ciudades grandes, más pobladas. Aunque no se mencione directamente, es posible que esto haga referencia a que ellos viven en la Tierra, pero estos se encuentran alejados de los humanos.

## Rivalidad con Mario

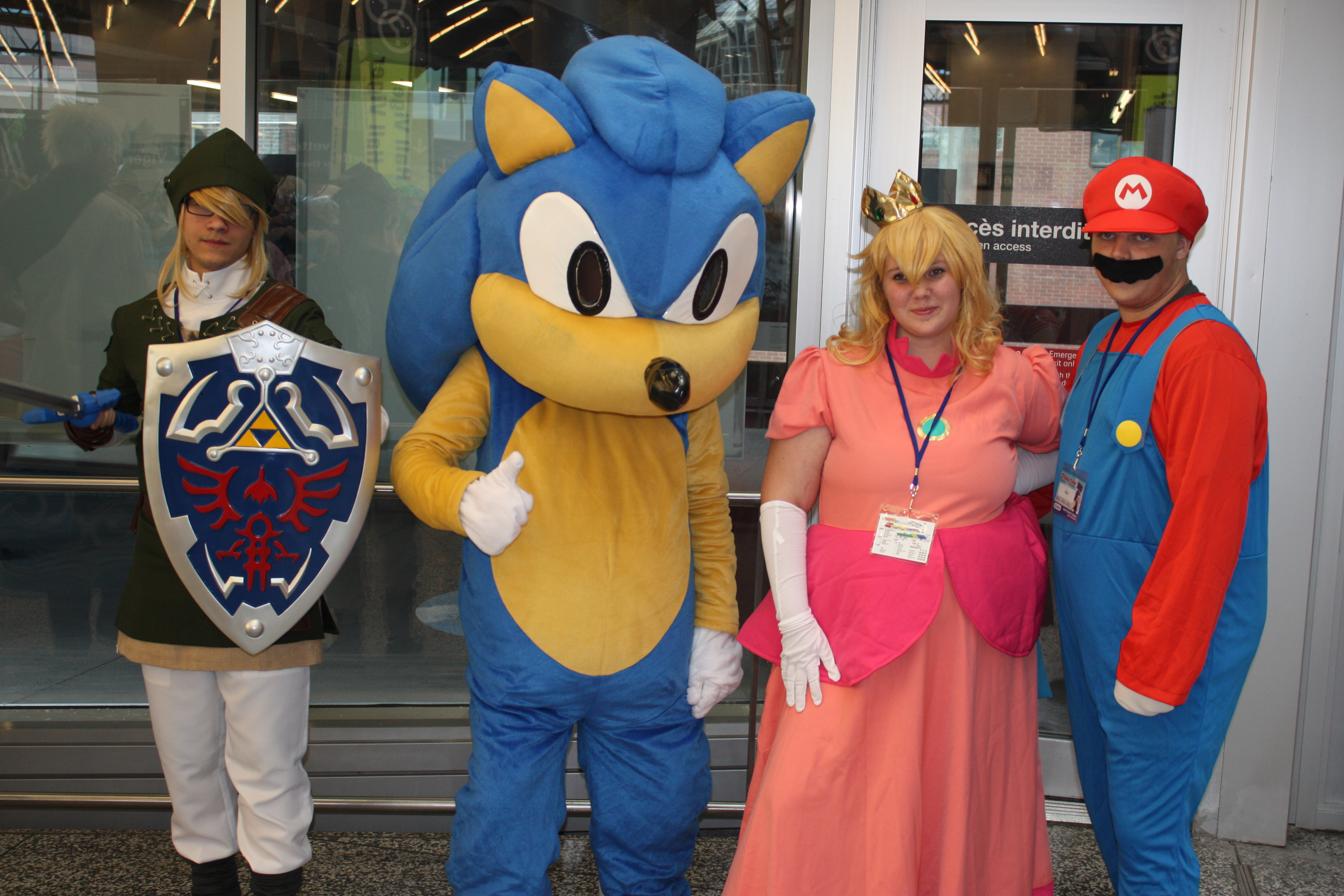
Cosplayers de los personajes Link, Sonic, Peach y Mario.

Durante más de una década, Nintendo y Sega desarrollaron múltiples videojuegos con sus respectivas mascotas, Mario y Sonic, tratando de superarse entre sí. Sin embargo, en 2002 la rivalidad llegó a su término definitivo, cuando los juegos Sonic Adventure y Sonic Adventure 2 de Sega fueron presentados en la GameCube con los nombres de Sonic Adventure DX y Sonic Adventure 2: Battle y se lanzó en Europa y América el juego Sonic Advance para la Game Boy Advance (En Japón se lanzó en diciembre de 2001) y posteriormente Sonic Advance 2 (diciembre de 2002 en Japón y marzo de 2003 en América y Europa) y Sonic Advance 3 (2004). En el 2007, ambos personajes participaron en la adaptación Mario & Sonic en los Juegos Olímpicos, mientras que en 2008 tuvieron otra participación adicional en el juego Super Smash Bros. Brawl (y en Super Smash Bros. para Nintendo 3DS y Wii U (2014) y Super Smash Bros. Ultimate (2018) ); en el 2009 volvieron a unirse en Mario y Sonic en los Juegos Olímpicos de Invierno, lo mismo en Mario & Sonic en los Juegos Olímpicos Londres 2012, Mario y Sonic en los Juegos Olímpicos de Invierno Sochi 2014, Mario y Sonic en los Juegos Olímpicos Río 2016 y en Mario y Sonic en los Juegos Olímpicos Tokio 2020, serie que forma parte de una alianza mundial entre Nintendo y Sega. De este modo, la rivalidad entre ambos personajes llegó a su fin, convirtiéndose en aliados en varias ocasiones y en amistosos competidores entre sí.
El diseño del villano de Sonic, el Dr. Eggman, es bastante similar al de Mario, aunque con un toque de la personalidad malvada de Bowser, dado a que estaba destinado a competir con él.

## Habilidades

Jump Spin Attack.

Sonic tiene la habilidad de correr a velocidades supersónicas. Es considerado a veces como "la cosa viva más rápida" posiblemente los únicos que pueden igualar a Sonic en velocidad son Shadow the Hedgehog y Metal Sonic.
Su primera habilidad fue el Jump Spin Attack, en la que Sonic salta mientras se enrolla sobre sí mismo como hacen los erizos, gracias a sus pinchos y a su velocidad de giro puede atacar de esta forma a sus enemigos. A partir de Sonic the Hedgehog 2, Sonic puede realizar el Spin Dash, en el que Sonic antes de empezar a rodar toma impulso dándose vueltas a sí mismo en una posición estática.
Sonic si va a alta velocidad puede incluso correr sobre el agua, también puede correr por los muros, saltar cientos de metros y arrasar con todo lo que se le atraviese con su turbo sónico.
Además de su velocidad, Sonic posee reflejos sobrehumanos. Gracias a estos puede esquivar ataques de enemigos, balas, láseres etc. También posee cierto grado de superfuerza y resistencia pudiendo luchar con los robots gigantes de Eggman, monstruos, y criaturas gigantes de gran poder (El Ifrit), además Sonic puede combinar su fuerza con su velocidad para realizar ataques más poderosos.
Al transformarse en Super Sonic con las 7 Esmeraldas Caos, Sonic obtiene nuevos poderes y habilidades, entre ellas volar.
Se sabe por medio de la serie de videojuegos, por ciertos cómics y por algunas series de televisión de que Sonic tiene una debilidad en particular por el agua, ya que él mismo ha mencionado que no se acerca mucho a los lagos, ríos y océanos, en si no porque a este no le guste esos sitios en particular, sino que la principal razón para no visitar estos lugares es porque el erizo velocista azul desafortunadamente no sabe nadar y por esta razón prefiere evitar estos lugares o los que tengan agua presente.

### Habilidades de cada juego
A continuación se exponen las habilidades específicas que tuvo en cada videojuego:
Sonic the Hedgehog
- Jump Spin Attack: Al saltar Sonic se enrolla como hacen los erizos para acabar con los robots enemigos.
- Spin Attack: Mientras Sonic corre, el jugador debe presionar el botón de dirección hacia abajo. Esto hará que Sonic se enrolle en bola, lo que le permitirá acabar con enemigos y destruir algunos muros.

Sonic the Hedgehog 2
- Jumpin' Spin Attack: Similar al juego anterior.
- Spin Attack: Similar al juego anterior.
- Spin Dash: Cuando Sonic se agacha, el jugador debe presionar el botón A (o el botón de salto, también se puede usar B o C). Esto hará que Sonic se enrolle, girando rápidamente sobre sí mismo, lo que le hará tomar impulso para salir rodando a toda velocidad en forma de bola.

Sonic CD
- Jump Spin Attack: Similar a los juegos anteriores.
- Spin Attack: Similar a los juegos anteriores.
- Spin Dash: Similar al juego anterior.
- Super Peel Out: Sonic debe mirar arriba, y cuando el jugador presiona el botón A, Sonic empezara a tomar impulso y velocidad para que, al soltar, Sonic salga disparado alcanzando la máxima velocidad al correr, lo cual le facilitara viajar en el tiempo, característica fundamental de este juego.

Nota:
- Sonic no volvió a usar este movimiento en ningún otro título de 16 bits.
- En Sonic Mania volvió a usar este truco al ser desbloqueado y seleccionado en el menú.

Sonic the Hedgehog 3
- Jump Spin Attack: Similar a los juegos anteriores.
- Spin Attack: Similar a los juegos anteriores.
- Spin Dash: Similar a los juegos anteriores.
- Insta-Shield (conocido en Japón como "Double Spin Attack"): Mientras Sonic está en el aire (cuando salta), el jugador debe presionar cualquiera de los botones A, B, o C. Al hacerlo, un destello rodeará a Sonic durante poco más de un segundo, durante el cual será inmune a los ataques de los badniks (los cuales se destruirán si están cerca del erizo).

Nota:
- En Sonic Mania también volvió a usar este truco al ser desbloqueado y seleccionado en el menú.

Sonic Spinball
- Jump Spin Attack: Similar a los juegos anteriores.
- Spin Attack: Similar a los juegos anteriores.
- Spin Dash: Similar a los juegos anteriores.

Sonic & Knuckles
- Jump Spin Attack: Similar a los juegos anteriores.
- Spin Attack: Similar a los juegos anteriores.
- Spin Dash: Similar a los juegos anteriores.
- Insta-Shield (conocido en Japón como "Double Spin Attack"): Similar a Sonic the Hedgehog 3.
- Hyper Flash Attack: Solo disponible si se es Hyper Sonic. Se ejecuta de igual manera que el clásico Flash Attack, solo que, esta vez, se puede utilizar el botón direccional para dirigir a Sonic contra el enemigo. Además, ya no aparece un escudo momentáneo alrededor del erizo, sino que toda la pantalla resplandece durante un segundo, haciendo que los badniks que se encuentran dentro del campo visual sean destruidos.

Sonic 3D Blast
- Jumpin' Spin Attack: Similar a los juegos anteriores.
- Spin Attack: Mientras Sonic corre, el jugador debe presionar el botón B (la configuración puede cambiarse). Esto hará que Sonic se enrolle en bola, lo que le permitirá acabar con enemigos y destruir algunos muros.
- Spin Dash: Mientras Sonic está quieto en un lugar, el jugador debe presionar el botón B (la configuración puede cambiarse). Esto hará que Sonic se enrolle en bola, girando rápidamente sobre sí mismo, lo que le hará tomar impulso para salir rodando a toda velocidad.
- Blast Attack: Mientras Sonic tenga el Blast Shield, el jugador debe presionar el botón B mientras salta para lanzarse a toda velocidad sobre el enemigo más próximo (como el Ataque Teledirigido que se ve más adelante desde "Sonic Adventure").

Sonic Adventure
- Jumpin' Spin Attack: Similar a los juegos anteriores.
- Spin Attack: Similar al del juego anterior.
- Spin Dash: Similar al del juego anterior.
- Homing Attack: Mientras Sonic salta, es capaz de rodar en el aire, dirigiéndose al enemigo más cercano.
- Light Speed Dash: Sonic puede recorrer una fila de anillos a la velocidad de la luz, incluso estando estos en el aire, este movimiento ocupa cargarse antes de usarse.
- Light Speed Attack: Es el mismo movimiento del Light Speed Dash, pero aplicado a los Badniks (robots enemigos). Sonic se enrolla sobre sí mismo y se dirige a través de una fila de Badniks, acabando con todos.

Sonic Adventure 2
- Bounce Bracelet: Sonic es capaz de saltar en el aire, rodando, y caer rápidamente, para luego poder saltar más alto de lo normal. Algo parecido se puede hacer con el escudo de agua en Sonic 3.
- Somersault: Permite a Sonic pasar por espacios estrechos mientras rueda sobre el suelo, por los cuales no podría pasar utilizando el spin dash.
- Fire Somersault: Versión reforzada del Somersault. Si se consigue el Flame Ring, Sonic rueda en una bola de fuego, permitiendo romper cajas metálicas.
- Magic Gloves: Coge a un enemigo cercano, convirtiéndolo en una pequeña bola explosiva que se puede lanzar como una granada.
- Mystic Melody: Una vez obtenida esta habilidad, Sonic puede tocar una melodía en unos pequeños altares, abriendo un camino que, generalmente, lleva al Chao perdido de cada misión 3(no todos).
- Light Dash: Sonic puede recorrer una fila de anillos a la velocidad de la luz incluso si estos están en el aire. A partir de este juego no ocupa cargarse.
- Light Speed Attack: El mismo movimiento Light Dash aplicado a los enemigos.
- Time Stop: En el modo Versus solo después de haber recogido 60 rings, Sonic es capaz de congelar el tiempo a su alrededor utilizando una Esmeralda del Caos.
- Chaos Control: En el modo Historia en la pelea contra el antepenúltimo jefe, solo el CPU lo puede usar, para no caerse de la plataforma Sonic utiliza una Esmeralda Caos para teletransportarse, Shadow también es capaz de hacer esto.
- Sonic Wind: En el modo Versus después de haber recogido 40 rings, Sonic utiliza una Esmeralda Caos para crear un remolino de viento azul y atacar al rival.

Sonic Heroes
- Jump Spin Attack: Similar a los juegos anteriores.
- Rocket Accel: El jugador debe mantener pulsado el botón X, y soltarlo para que sus dos amigos, Tails y Knuckles, le impulsen, pudiendo atacar a enemigos cercanos, aunque el objetivo de la habilidad suele ser subir cuestas muy empinadas.
- Homing Attack: El jugador debe saltar, y antes de caer, volver a pulsar A. Sonic irá rodando por el aire hacia el enemigo más cercano. Si a continuación hubiera más enemigos, este proceso puede volver a repetirse pulsando A de nuevo.
- Tornado Jump: El jugador debe saltar y a continuación pulsar el botón X en el aire. Sonic hará un tornado en el aire. Esta habilidad permite quitar escudos a los enemigos o agarrarse a barras verticales.
- Triangle Jump: En lugares suficientemente estrechos, Sonic puede realizar un Homing Attack dirigido a un muro. Cuando Sonic se agarre al muro, el jugador debe pulsar rápidamente el botón A para cambiar al otro muro. Con los botones de dirección o la palanca izquierda hacia arriba o abajo, Sonic avanza adelante o atrás, respectivamente.
- Light Dash: Cuando Sonic se acerque a una fila de anillos si se pulsa el botón X Sonic seguirá el camino que estos formen, aunque para ello tenga que flotar en el aire.
- Light Speed Attack: Tras ejecutar un Team Blast, el indicador del Team Blast irá bajando. Si antes de que se agote, llevando a Sonic de líder, el jugador pulsa A y a continuación X, Sonic atacará a todos los enemigos cercanos. Si al pulsar A y X no se está suficientemente cerca de sus enemigos, simplemente ejecutará un Tornado Jump.

Sonic Advance 3
- Dash Attack: Una nueva versión del Spin Dash, pero esta solo aparece en este juego.

Sonic Rush
- Hot Jump Trick: Cuando está en el aire, justo en el cenit de su salto, es capaz de impulsarse para ir más alto.
- Humming Top Trick: Idéntico a Hot Jump, pero con la salvedad de que Sonic se impulsa más a la derecha, no va más alto.
- Super Boost/Rush: Sonic es capaz de acelerar instantáneamente y crearse un escudo de fuerza a su alrededor. Lo usa para destruir enemigos y obstáculos.

Sonic Riders
Como personaje de tipo Speed (Velocidad) posee la habilidad de usar los rieles y barandas para deslizarse con su tabla voladora (Extreme Gear). Mientras se desliza, recarga la mayor cantidad de aire posible. Dependiendo del nivel en el que esté, Sonic puede atacar con puñetazo o usar hasta el Spin Dash para aturdir a los enemigos, quitándoles los anillos. Otra habilidad de "Sonic Riders" es poder expulsar tornados de la parte trasera de su Extreme Gear, logrando atrapar a los oponentes que se encuentren detrás.
Sonic the Hedgehog (2006)
Nota: Las teclas son de Xbox 360.
- Spin Dash: El clásico movimiento, se mantiene pulsando X y manteniéndolo así hasta que Sonic tome impulso.
- Derrape: Si Sonic corre a velocidad máxima (Pero moderada) y presionas X Sonic se barrera sobre el suelo, lo que le permite derribar enemigos y pasar por áreas estrechas o bajas.
- Bound Jump: Si saltas y presionas X, entonces Sonic bajara al suelo mientras gira y rebotara saltando más alto.
- Light Dash: Permite a Sonic seguir una hilera de anillos al hacer contacto con los primeros de la fila, presionar X.
- Homing Attack: Si Sonic, saltando, vuelve a presionar A, atacará al objetivo más cercano, si no hay enemigos Sonic solo avanzará en el aire.
- Escudo eléctrico: Se obtiene al comprar la gema amarilla, te proporciona un escudo eléctrico.

Últimamente si se actualiza la consola, se han metido nuevos caracteres de personajes, que al actualizar, les consigues, pero pierdes el proceso guardado, porque no les desbloquearías si lo tienes pasado.
Sonic Unleashed
En este videojuego, Sonic posee una transformación que le convierte en un erizo-lobo, denominado Werehog, variando completamente tanto en su aspecto como en sus habilidades y velocidad. También utiliza el Derrape.
Como Sonic the Hedgehog:
- Salto: Al pulsar el botón de salto, Sonic saltará.
- Sonic Boost: Al usar este movimiento, Sonic puede alcanzar grandes velocidades más allá del sonido llevándose por delante todo lo que encuentre, se puede usar siempre y cuando le quede energía ring en el marcador (se recarga recogiendo anillos),. En la Wii, el marcador está dividido en 3-9 barras, y Sonic necesita al menos una barra llena para realizarlo. Además solo dura 2 segundos.
- Homing Attack: En pleno salto, si el jugador pulsa el botón de "Impulso" cuando un cursor aparece sobre un enemigo (Hay que mover el Joystick Analógico para hacerlo aparecer), Sonic atacará al enemigo marcado de un potente golpe. Si no hay enemigos, simplemente efectuará un Jump Dash en el aire, y si se tienen los zapatos de Impulso Aéreo, Sonic hará uno. En la Wii, el cursor aparece automáticamente y hay que pulsar el botón de Salto en el aire para hacerlo.
- Pisotón: Sonic puede pulsar interruptores o romper suelos resquebrajados para atravesarlos con esta habilidad. Se efectúa primero saltando y luego pulsando el botón correspondiente.
- Derrape: Se realiza con el mismo botón que en la habilidad "Pisotón", pero mientras se está corriendo. Permite a Sonic derrapar en curvas cerradas si corre a gran velocidad.
- Patada: Se realiza con el mismo botón que en las habilidades "Pisotón" y "Derrape", pero mientras se está quieto y pulsando el botón dos veces rápidamente. Permite a Sonic efectuar un barrido con el pie a modo de patada. Ausente en la Wii.
- Gatear: Se realiza con el mismo botón que en las habilidades "Pisotón", "Derrape" y "Patada", pero mientras Sonic se está quieto y pulsando el botón una vez y manteniéndolo pulsado. Con esta habilidad, Sonic puede colarse por pequeños huecos. Si lo hace mientras corre, se deslizará de forma rápida sin perder velocidad.
- Salto entre paredes: Permite a Sonic llegar a lugares elevados saltando y rebotando entre paredes juntas y estrechas.
- Impulso aéreo: Así se le llama al Light Dash en este juego, Similar al impulso estándar, pero con la particularidad de avanzar por el aire recogiendo estelas de anillos que, de otro modo, no se podrían recoger.

Como Sonic the Werehog:
- Doble salto: Sonic puede saltar una vez y luego otra en el aire.
- Lucha cuerpo a cuerpo: Sonic puede golpear a sus enemigos con ataques en horizontal y en línea recta gracias a sus fuertes brazos, garras y patadas. También puede realizar llaves.
- Unleashed: Al derrotar enemigos, Sonic acumula energía Gaia. Al liberarla, Sonic entra en modo "Unleashed" y se vuelve momentáneamente invencible. Su fuerza y velocidad aumentan drásticamente. En la Wii, Sonic solo recibe la mitad del daño y hace el doble de daño. Además, los combos cambian en la Wii, ejemplo: El Earthshaker se convierte en Unleashed Tornado, esta habilidad le permite a Sonic girar con los brazos extendidos (estando de pie) como un tornado a 2500 km/h.
- Esprintar: Sonic puede correr de un modo parecido a como lo haría un animal cuadrúpedo, como un lobo.
- Agarre: Sonic puede alargar sus brazos para agarrarse a postes, salientes o activar palancas o interruptores. También puede agarrar enemigos (Habilidad por Defecto en la versión de Xbox 360, pero se necesita obtener en la Wii).

Sonic y los Anillos Secretos
- Speed Break: Sonic va a una velocidad en la que casi ni se ve.
- Time Break: Todo (incluido Sonic) va más lento, como un Control Caos.

Sonic y el Caballero Negro
Sonic puede usar su espada para cortar objetos y derrotar enemigos. Al usar el "Alma Salvaje", Sonic atacará a enemigos de uno en uno con un ataque poderoso. También tiene el ataque teledirigido, con el que saltará encima de su enemigo. En Excalibur Sonic, el Alma Salvaje se usará automáticamente.
Sonic the Hedgehog 4
- Jumpin' Spin Attack: Similar a los juegos anteriores.
- Spin Attack: Similar a los juegos anteriores.
- Spin Dash: Similar a los juegos anteriores.
- Homing Attack: Similar a los juegos anteriores.
- Rolling Combo: Sonic y Tails se juntan enrollándose sobre sí mismo y salen disparados y cuando se dan 3 golpes vuelven al Estado normal.

Sonic Colors (Wii)
Los controles son parecidos o iguales a los de "Sonic Unleashed", pero en este juego "Werehog" no existe, y Sonic se transforma en diferentes manifestaciones dependiendo que Wisp usa. Los controles son:
- Salto: Similar a juegos anteriores.
- Homing Attack/Salto doble: Si estas cerca de un enemigo y pulsas dos veces el botón de saltar, Sonic se irá hacia el enemigo, pero si no, hará un salto doble, un ataque que te servirá para alcanzar lugares altos.
- Pisotón: Similar a los juegos anteriores.
- Derrape: Similar a los juegos anteriores.
- Gatear: Similar a los juegos anteriores.
- Salto entre paredes: Similar a los juegos anteriores.

Wisps
- White Boost: Similar a los juegos anteriores, pero en este juego el impulso es causado por los Wisps blancos.
- Láser Cyan : Sonic carga un impulso y lo libera para recorrer cierta distancia en línea recta mientras destruye todo obstáculo a su paso. Mientras usa el láser puede rebotar en los diamantes y usar puntos de teletransporte.
- Taladro Amarillo: Sonic se convierte en un taladro que puede excava bajo la tierra, y puede también usarse en bajo el agua. Si se acaba el poder del Wisp mientras Sonic está bajo tierra, morirá.
- Cohete Naranja: Sonic se convierte en un cohete que se eleva y explota a una gran altura, permitiéndole tomar filas de objetos que están en el aire.
- Espinas Rosadas: Sonic se vuelve una rueda de espinas que se pega a las superficies y aún conserva las habilidades básicas de Sonic, incluyendo el clásico Spin Dash.
- Flotador Verde: Sonic se vuelve una nave espacial que puede volar y seguir filas de anillos automáticamente.
- Cubo Azul: Sonic se vuelve un cubo azul que transforma unas peculiares monedas azules en plataformas y viceversa, también destruye cubos de Wisps y enemigos con las sacudidas.
- Púrpura Frenesí : Sonic se convierte en un monstruo rodeado de energía negativa que se come todo a su paso mientras va creciendo.

Sonic Colors (DS)
- Jump: Similar a los juegos anteriores.
- Homing Attack: Similar a los juegos anteriores.
- Derrape: Similar a los juegos anteriores.
- Salto entre paredes: Similar a los juegos anteriores.
- Spin Attack: Similar a los juegos anteriores.

(Solo en la versión de DS)
- Spin Dash: Similar a los juegos anteriores (Solo en la versión de DS)

Wisps (DS)
- White Boost: Similar a la versión de Wii.

Nota:
En la versión de DS al principio no se puede utilizar el White Boost pero una vez terminado el primer acto los Wisps blancos aparecen dándole a Sonic la habilidad del Boost
- Láser Cian: Similar a la versión de Wii.
- Taladro Amarillo: Similar a la versión de Wii.
- Cohete Naranja: Similar a la versión de Wii.
- Ráfaga Roja: Este Wisp le da a Sonic la capacidad de explotar en cualquier dirección, impulsándolo en el aire
- Agujero Violeta: Este Wisp convierte a Sonic en un agujero negro que absorbe todo lo que este cerca de él y se hace más grande mientras más absorbe

Sonic Generations (PS3/XBOX 360/3DS/PC)
Sonic Clásico:
- Spin Attack: Similar a los juegos anteriores.
- Spin Dash: Se añade una nueva variante al clásico ataque de Sonic. La normal, similar a los juegos clásicos anteriores. Sin embargo, la variante permite realizar el ataque de forma casi instantánea, sin necesidad de agacharse, con pulsar un único botón del Pad de Control. Además, la velocidad que alcanza Sonic ejecutando este ataque, en sus dos variantes, es muy superior que en anteriores Juegos.
- Homing Attack: Similar al del Sonic Moderno. Éste solo se puede conseguir a través de la tienda.

Sonic Moderno:
- Jump: Similar a juegos anteriores.
- Boost: Similar a juegos anteriores. Con este movimiento, Sonic puede alcanzar grandes velocidades más allá del sonido, llevándose por delante todo lo que encuentre, desde obstáculos hasta enemigos, siempre y cuando le quede energía en el marcador (se recarga recogiendo anillos, destruyendo enemigos o haciendo combos).
- Homing Attack: Si estas cerca de un enemigo y pulsas dos veces el botón de saltar, Sonic se ira hacia el enemigo, en pleno salto, un ataque que te servirá para alcanzar lugares altos, si no hay enemigos simplemente efectuará un Jump Dash en el aire.
- Light Speed Dash: Similar a los juegos anteriores.
- Pisotón: Similar a los juegos anteriores.
- Derrape: Similar a los juegos anteriores.
- Agacharse: Similar a los juegos anteriores.
- Salto entre paredes: Similar a los juegos anteriores.
- Combo: Mientras Sonic este impulsado en el aire (Debido a rampas u otros objetos) puede hacer piruetas, lo que llenara el indicador de impulso.

(Nota: Puede que algunas habilidades no estén en la versión de 3DS)
Sonic Lost World
- Salto: Similar a juegos anteriores.
- Homing Attack: Similar a Sonic Generations.
- Velocidad en niveles: Moviendo el Stick Sonic se moverá, pulsando un gatillo correrá y si se aprietan los 2 gatillos Sonic correrá a toda velocidad.
- Salto entre paredes: Sonic brincará de una pared a otra mientras hace parkour.
- Color-Powers: Sonic tiene poderes de colores como en Sonic Colors.
- Parkour: Sonic puede realizar varios movimientos de parkour.

- Spin Dash: Similar a Sonic Adventure.

Sonic Mania
- Jump Spin Attack: Similar a los juegos anteriores
- Spin Attack: Similar a los juegos anteriores
- Spin Dash: Similar a los juegos anteriores
- Super Peel Out (Sonic - Desbloqueable): Una habilidad solamente vista en Sonic CD y los juegos de 8 bits Sonic Chaos y Sonic Triple Trouble. Al mirar arriba, pulsa el botón de salto para aumentar la velocidad.
- Instant Shield (Sonic - Desbloqueable): Este truco es desbloqueable, este truco sigue siendo igual como en Sonic 3 & Knuckles.
- Drop Dash: Este es el nuevo truco hasta la fecha el cual consiste en un Spin Dash instantáneo el cual consiste en que al momento de saltar y casi volver al suelo se presione el botón de salto para salir disparado.

Sonic Forces
- Jump Spin Attack: Similar a los juegos anteriores
- Boost: Similar a Sonic Generations
- Homing Attack: Similar a juegos anteriores
- Double Boost: Similar al Boost, pero con más poder y velocidad. Solo se puede hacer si se tiene al Avatar con él.
- Triple Boost: Similar al Double Boost y el Boost pero con más poder que los anteriores. Solo se puede hacer en el acto del jefe final en la última parte.

Sonic Frontiers
- Jump Spin Attack: Similar a los juegos anteriores.
- Boost: Similar a Sonic Forces.
- Homing Attack: Similar a juegos anteriores pero no es necesario saltar.
- Drop Dash:Similar a Sonic Mania.
- Spin Dash: Similar a los juegos anteriores.
- Cyloop: Sonic corre dejando una estela de luz rodeando diferentes objetos y enemigos, así podrán sufrir diferentes efectos.
- Parry: Una habilidad para repeler ataques enemigos.
- Perfect Parry: Versión mejorada del Parry. Solo es posible hacerlo en la batalla final contra The End en The Final Horizon.
- Phantom Rush: Cuando se realiza el suficiente combo los ataques serán más rápidos y fuertes de lo normal.
- Sonic Boom: Una patada a gran velocidad que produce una onda de choque para atacar a los enemigos.
- Stomp Attack: Sonic se eleva a gran altura para darle un fuerte pisotón al enemigo.
- Grand Slam: Cuándo se bloquea un ataque enemigo, Sonic hará un Homing Attack más potente.
- Wild Rush: Sonic se aleja del enemigo para hacer un zigzag a una gran velocidad y hacerle daño al enemigo.
- Cyclone Kick: Un ataque para dar varios golpes al ascender como un ciclón.
- Homing Shot: Esferas de energía que se lanzan contra el enemigo.
- Quick Cyloop: Sonic rodeará al enemigo mientras está en medio del combo.
- Cross Slash: Versión mejorada del

Sonic Boom. Sonic se eleva al aire y lanza ondas de choque mientras rodea al enemigo en forma de "X"
- Spin Slash: Sonic se hará una bola y atacará al enemigo mientras lo rodea varias veces.
- Loop Kick: Versión mejorada del Stomp Attack. Sonic da una vuelta en el aire y atacará rápidamente con una patada.
- Recovery Smash: Un contraataque que es similar al Grand Slam.

## Videojuegos

### En consolas de 8 bits
En Game Gear y Master System, encontramos a:
- "Sonic the Hedgehog": Sonic tiene que liberar a los animales de su conversión a máquinas por parte del Dr. Robotnik, recorriendo de principio a fin la isla "South Island", visitando cada una de sus exóticas y peligrosas áreas y derrotando a cada artilugio de Robotnik. Se lanzó en ambas plataformas (Game Gear y Master System).
- "Sonic the Hedgehog 2": Es diferente al de Mega Drive/Genesis prácticamente en todo. Sonic tiene que rescatar a Tails de las manos de su némesis: Robotnik. Para ello, tiene que recoger las 7 Esmeraldas del Caos que están en cada nivel, mientras derrota a cada uno de los jefes mecánicos que custodian cada área. Disponible para ambas plataformas.
- "Sonic Chaos": También sigue la misma mecánica que "Sonic the Hedgehog 2", y en este caso Robotnik ha robado las Esmeraldas del Caos, incluida la más poderosa de ellas, la Esmeralda Roja. Por primera vez la habilidad de volar de Tails puede ser controlada por el jugador. Sonic y Tails deben de nuevo hacer frente a cada una de las máquinas del siniestro doctor. Disponible para Game Gear y, sólo en Europa y Brasil, para Master System.
- "Sonic Triple Trouble" (Game Gear) : Es otro videojuego protagonizado por Sonic y Tails, los cuales tienen que conseguir las Esmeraldas del Caos robadas y luchar contra nuevos y diversos enemigos, entre ellos, el misterioso Nack the Weasel (También conocido como Fang the Sniper), Knuckles the Echidna, que cree que nuestros protagonistas son enemigos y el Dr. Robotnik, que tiene a punto una de sus más diabólicas creaciones y que además se ha apoderado de la Esmeralda Dorada.
- "Sonic Drift" y "Sonic Drift 2" (Game Gear) : Fue la primera inclusión de Sonic y sus compañeros en el género de las carreras. Él y más personajes de la saga Sonic se montaban en karts para competir y ganar las Esmeraldas del Caos. 4 Personajes disponibles en la primera entrega, mientras que 7 son los disponibles en Sonic Drift 2. El género de carreras volvería a ser utilizado en Sonic R (1997), Sonic Riders (2006) y Sonic & Sega All-Stars Racing (2010).
- Sonic Spinball: Versión del original de 16 bits, solo para Game Gear, pero en algunas partes de Europa y América también lo hizo en Master System. Es un juego en el que Sonic se convierte en bola para adentrarse en la gran base del Dr. Robotnik con un planteamiento de juego de pinball en el que Sonic es la bola de juego.
- "Sonic Labyrinth" fue un innovador juego de Game Gear que usó la perspectiva isométrica en pseudo-3D, en el cual Sonic tiene que recuperar sus zapatillas, robadas por el Dr. Eggman, él las copia y Sonic sin pensarlo dos veces se las pone y estas le dificultan correr rápido.
- "Sonic Blast" es el primer juego de la plataforma Game Gear, en el que hace aparición Knuckles el Equidna como jugador, junto con Sonic, en unos entornos en 2D, pero, sin embargo, por primera vez con gráficos casi por completo banderizados, que le dan una apariencia casi 3D al título, en aquel entonces bastante novedosa, en una videoconsola de 8 bits. Este juego también se lanzó para Master System, pero sólo en Brasil.

### En consolas de 16 bits
- "Sonic the Hedgehog", lanzado para la videoconsola Sega Mega Drive/Genesis, es quizás el juego más recordado de Sonic (sobre todo su primera zona, "Green Hill Zone"). Aquí comienza la andadura del erizo azul en contra del Dr. Robotnik, que ha robotizado a todas las criaturas de South Island.
- "Sonic the Hedgehog 2": Secuela del anterior, aparece por primera vez el fiel (y mejor) amigo de Sonic, Tails, el cual corre detrás de él, siendo además el primer juego en el que el erizo se transformaba en Super Sonic, obteniendo nuevas habilidades y poderes. Es el juego que más zonas distintas posee.
- "Sonic CD" es un juego en el cual Sonic viaja a través del tiempo: Al pasado, presente y futuro para tratar de liberar un extraño planeta (Little Planet) del poder de Robotnik y salvar a Amy Rose, que aquí hace su primera aparición, al igual que Metal Sonic, que es el principal enemigo del juego y el más persistente hasta ahora. La historia se sitúa justo después de "Sonic the Hedgehog" original, a pesar de que salió después de "Sonic the Hedgehog 2". Es considerado por muchos fans y expertos como el mejor Sonic clásico de 2D editado hasta la fecha, precisamente por las 2 grandes novedades que ofrece: viajes en el tiempo y música en calidad CD gracias al Sega CD.
- "Sonic Spinball" es un juego en el que Sonic se convierte en una bola para adentrarse en una gran base de Robotnik con un planteamiento totalmente de pinball, en la que Sonic es la bola de juego.
- Sonic the Hedgehog 3: Sonic y Tails vuelven a combatir unidos (o solos si es que el jugador elige jugar con Sonic o con Tails) contra el Dr. Robotnik, con un nuevo rival (hoy en día compañero), Knuckles the Echidna, al que Robotnik engaña, haciendo creer al equidna rojo que Sonic y Tails tienen la intención de robar la Esmeralda Maestra (Master Emerald) de la Isla Flotante (Angel Island). Robotnik, mientras, es quien realmente busca las esmeraldas para poder reactivar la Death Egg de nuevo.
- Sonic & Knuckles: Sonic y Knuckles deciden atacar al Dr. Robotnik, pero no lo hacen unidos, ya que siguen diferentes caminos en momentos distintos. La historia de Sonic sigue la de "Sonic 3", mientras que la de Knuckles comienza una nueva historia, tiempo después de que Sonic se fuera de la Isla Flotante, siendo su principal enemigo un EggRobo que emplea antiguas máquinas de su creador Robotnik. Fue el único cartucho que utilizaba tecnología "Lock On". Esta consistía en la incorporación sobre el cartucho de una segunda ranura, que permitía la conexión de un segundo adicional, ante el cual la ROM del primero reaccionaba, saltando a una secuencia de código alternativa que tomaba, ante determinados casos específicos, partes del código de la ROM del que se había conectado, dando como resultado, por así decirlo, un juego "mixto", que incorporaba elementos de ambos. Esto, en el caso de "Sonic & Knuckles", solo se producía ante determinados títulos de la saga de Mega Drive, como es el caso de "Sonic the Hedgehog", que daba como resultado un juego exclusivo de miles de fases de bonus del estilo de "Sonic the Hedgehog 3" (Blue Sphere), o el caso de "Sonic the Hedgehog 2", que daba como resultado "Knuckles the Echidna In Sonic the Hedgehog 2", permitiendo al jugador controlar al equidna rojo por las zonas (y con buena parte del motor) del Sonic the Hedgehog 2 original, pudiendo hacer uso de sus novedosas habilidades (planear, trepar y romper muros sin esfuerzo, pero con una menor velocidad y capacidad de salto), llegando así a partes del mapeado a las que Sonic o Tails no hubieran podido. Pero era sin duda al fusionar el cartucho con "Sonic the Hedgehog 3" cuando se producía el cambio más espectacular, con un nuevo título completamente híbrido: "Sonic 3 & Knuckles", que permitía comenzar con cualquiera de los 3 personajes, Sonic (seguido o no de Tails), Tails o Knuckles, en las fases de "Sonic the Hedgehog 3", abriéndose, en el caso de Knuckles, caminos completamente nuevos y alternativos. Al completarlas, cualquier personaje podía avanzar por las fases de "Sonic & Knuckles", hasta el final, haciendo un juego el doble de largo y siendo posible además acceder a 7 nuevas Super Esmeraldas del Caos que permitirían, en caso de ser recolectadas junto con las 7 originales, una nueva transformación del jugador, en Hyper Sonic, Super Tails o Hyper Knuckles, respectivamente, según el caso. Asimismo, es posible apreciar además ciertas diferencias en determinadas secuencias de historia y en otros detalles, que permiten poner en consonancia y dar continuidad a ambas tramas.
- "Sonic 3 & Knuckles" haría su aparición posteriormente, como un título unificado, en formato CD-ROM (Sonic & Knuckles Collection), para Windows 95 y Windows 98.
- "Sonic 3D Blast", con gráficos pseudo-3D en vista isométrica y pre-renderizados: El objetivo del erizo azul es rescatar a unos pájaros, denominados Flickies, habitantes de la isla del mismo nombre (Isla de los Flickies o Flickies' Island), ya que Eggman los tiene prisioneros dentro de badniks. Lanzado en un principio para Sega Genesis, aunque posteriormente se haría también una reedición con una mejoría en las texturas, para Sega Saturn, Windows 95 y Windows 98.

### En arcades
- "SegaSonic Cosmo Fighter", Sonic tiene que luchar contra enemigos en el espacio para tratar de rescatar a sus amigos de las garras del Doctor Ivo Robotnik.
- Waku Waku Sonic Patrol Car " Sonic es un agente de policía que debe detener al Dr. Eggman desde su coche de policía. Es más un kiddy ride que un juego en sí.
  - "SegaSonic the Hedgehog", Sonic tiene que escapar junto a Mighty the Armadillo a Ray the Flying Squirrel de las manos del Dr. Robotnik.
- "Sonic the Fighters", Sonic tiene que luchar contra sus compañeros en un ring de boxeo.
- ''Sonic Dash Extreme'', Versión para recreativos del exitoso juego para teléfonos inteligentes Sonic Dash.

### En consolas de 32/64 bits
- "Knuckles Chaotix": Es el único título de la saga Sonic para la extensión 32 bits Sega 32X. Protagonizado por Knuckles e introduciendo nuevos personajes, tenía la particularidad de que se controlaba a 2 personajes atados entre sí por unos extraños anillos unidos por un campo de fuerza con forma de cuerda, con lo que hay que controlar el movimiento de los personajes para superar determinados obstáculos y que uno no haga caer a otro.
- "Sonic 3D Blast": Versión mejorada del juego de Mega Drive para Saturn, con mayor calidad visual y nueva banda sonora, además de tener nuevas etapas especiales tridimensionales. También para Windows 95/98.
- "Sonic R" para la Sega Saturn: Sonic, Tails, Knuckles, Amy y Robotnik, junto a nuevos invitados y personajes exclusivos (Metal Sonic, Tails Doll, Eggrobo y Metal Knuckles), disputan carreras de velocidad en una serie de vistosos Circuitos en 3D, con una música muy pegadiza. También para Windows 95 y Windows 98 con versión mejorable.
- "Sonic Jam": Primer recopilatorio editado de los primeros juegos de Sonic de Mega Drive/Genesis, con un pequeño mundo en 3D, editado en 1997.
- "Sonic Xtreme": Proyecto cancelado. Por lo que mostraban los videos de la versión en desarrollo, el juego partía de una base en cierta forma similar al muy posterior videojuego de nintendo Super Mario Galaxy para Wii.

### En consolas de 128 bits
- "Sonic Adventure": Sonic se dirige a la ciudad de Station Square para enfrentarse a un nuevo enemigo, Chaos, que, como no, estaba bajo el control del Dr. Eggman. Este juego trajo como novedad primera para los juegos de Sonic, la capacidad de interactuar con personajes no jugables, dando aún más sensación de libertad al juego, que podía ser explorado libremente. Disponible para Dreamcast. También se relanzó en GameCube y en PC, llamándose "Sonic Adventure DX (Director's Cut)", que incluía numerosos extras.
- "Sonic Adventure 2": Sonic es acusado de un robo que nunca cometió, y es perseguido por las fuerzas militares. Sonic se enfrenta ante Shadow por primera vez (fue su primera aparición); aunque tuvieron que olvidar sus diferencias para librar al mundo de su destrucción por enésima vez. Aun teniendo una sola historia, se puede disfrutar el juego bajo dos puntos de vista, el de los Héroes (Sonic, Tails y Knuckles) y el de los "Dark" (Shadow, Eggman y Rouge). Salió originalmente para Dreamcast en el 2001 y en el 2002 se relanzó en la Nintendo GameCube para conmemorar los 10 años de Sonic bajo el nombre de "Sonic Adventure 2: Battle" con nuevos añadidos y extras.
- "Sonic Shuffle", El juego consiste en avanzar por un tablero en un mundo ya sea de hielo, bosque y otros más, en donde los jugadores (se pueden hasta cuatro jugadores multijugador o contra la máquina) progresan por turnos. En ese lapso recoge anillos y si cae en un círculo azul; gana muchos más anillos, pero si cae en uno rojo; los pierde (esto depende del tamaño del círculo que tiene un dibujo de anillo). En el tablero se pueden llegar a diferentes stages (niveles) en los cuales se pone un reto y el que gane avanza. Tiene un estilo similar a los juegos de Mario Party.
- "Sonic Heroes", el tercer juego en 3D de la saga: En él se hace más hincapié en el trabajo en equipo. Cada equipo consta de 3 personajes, habiendo cuatro equipos. Sonic comparte filas con Tails y Knuckles. Sonic es retado por Eggman a que le impida realizar sus planes, pero todo resulta ser una trampa de Metal Sonic. Su extremadamente alta calidad gráfica producía problemas en la versión para PS2 haciéndola ver con muy mala calidad. Este error no fue corregido ya que las quejas fueron mínimas y se catalogaron como irrelevantes.
- "Sonic Riders" es la última incursión de Sonic en la velocidad arcade usando unas tablas voladoras (Extreme Gear). Este juego mezcla velocidad, rol y trucos extremos en sus endiabladas carreras a máxima velocidad.

### En consolas portátiles (Nintendo, Apple iOS, Sony, Neo Geo Pocket)
- "Sonic Pocket Adventure" fue el único juego de Sonic producido para Neo Geo Pocket Color. Este juego usa los escenarios de Sonic the Hedgehog 2 de Sega Genesis aunque los mapas no son los mismos, ni tampoco los jefes, llegando hasta a pelear contra Knuckles en una de las etapas.
- "Sonic Advance" fue el primer juego típico de Sonic para la Game Boy Advance. En él Sonic vuelve a los entornos 2D. Su estilo en gráficos era distinto, ya que Sonic y sus compañeros tienen un aspecto más "Anime", de sus diseños realizados desde "Sonic Adventure".
- "Sonic Advance 2": Como principal novedad sobre el título anterior en que es un juego mucho más rápido donde los enemigos son más escasos, donde el personaje correrá prácticamente sin parar y donde los obstáculos tienen un papel poco más que testimonial, siendo las caídas sin fondo el principal peligro. Aparece por primera vez Cream the Rabbit.
- "Sonic Advance 3": Ahora para entrar en las etapas de cada zona tiene que recorrer un mapa principal, pero en este incluso encontrará zonas extra. Sonic puede formar equipo con Tails, Knuckles, Amy o Cream. Pero entre sí los personajes también pueden realizar parejas, dando lugar a veinte combinaciones distintas.
- "Sonic Battle" es un juego de lucha en 3D para Game Boy Advance. Aquí se puede elegir a muchos personajes de la saga entre los que destacan Sonic, Shadow, Amy, Knuckles entre otros.
- "Sonic N" es la conversión de "Sonic Advance" para la N-Gage de Nokia. El juego no se alteró en absoluto en ningún término, pero se adaptó la pantalla para la consola.
- "Sonic Rush" fue el primer juego de Sonic para la plataforma Nintendo DS, y consistió en un juego de plataformas 2D que aprovechaba la doble pantalla para visionar las partes superior e inferior de los escenarios, moviéndose el erizo por ambas. En este juego aparece un nuevo personaje jugable: Blaze the Cat.
- "Sonic Rush Adventure": La continuación de "Sonic Rush" para Nintendo DS, el juego era en 2D y su desarrollo recordaba mucho al primer Sonic Rush.
- "Sonic Colors" para Nintendo DS tiene un estilo similar a los juegos de Sonic Rush. La mayor parte del juego esta en 2D pero hay partes del juego que están en 3D, como la etapa especial, que es táctil.
- "Sonic Chronicles: The Dark Brotherhood" fue el primer juego del género RPG de la saga Sonic the Hedgehog desarrollado por el Sonic Team conjuntamente con BioWare, disponible para Nintendo DS. La trama presentaba nuevos indicios acerca del pasado de la civilización de Knuckles y también a un nuevo equidna como personaje jugable: Shade The Echidna.
- "Sonic the Hedgehog 4" fue lanzado en octubre de 2010 para iOS (iPhone, iPod Touch y iPad) es como el Sonic 4 de PS3, Xbox 360 y Wii pero con 2 niveles adicionales y el manejo del Special Stage con sensor de movimiento (el sensor de movimiento también es usado en la versión de Android), además está adaptado a la pantalla táctil del iPhone, iPod touch y iPad.
- "Sonic CD" Fue lanzado a finales del 2011 para iOS con los marcadores para el Game Center y para Android y Windows Phone sin los marcadores.
- "Sonic the Hedgehog, Sonic 2, Sonic Spinball y Sonic Advance fueron relanzados, pero esta vez para teléfono móvil.

### En consolas de generación HD (2005-2012)
- Sonic the Hedgehog: El primer juego de Sonic para Xbox 360 y PS3, donde tres erizos: Sonic, Shadow, y Silver (nuevo personaje), con la ayuda de sus amigos, tratarán de salvar el futuro de la tierra y el planeta de Eggman de un erizo demoniaco, Mephiles e Iblis
- Sega Rally Revo: No aparece como personaje jugable pero el y Shadow aparecen como apariencias desbloqueables
- Sonic & the Secret Rings (Sonic y Los Anillos Secretos), para la consola Wii de Nintendo: Sonic tiene que completar más de 500 misiones. Lo revolucionario de esta entrega es el innovador control, alabado por unos y criticado por otros, que se trata de realizar ciertos movimientos con el Wiimote para girar, saltar, atacar, etc. mientras Sonic corre solo por el recorrido.
- Sonic Riders: Zero Gravity: Secuela del "Sonic Riders" de las consolas de 128 bits, la mecánica del juego destaca por el uso de la gravedad para realizar nuevas habilidades como el Salto gravitatorio y el control gravitatorio. Además se incluyeron 2 nuevos personajes secretos, Nights y Amigo que pertenecen a otras franquicias de videojuegos SEGA.
- Sonic: Free Riders: Tercera parte de "Sonic Riders", de la consola de juegos XBOX 360 Kinect para el primer uso de control de movimiento completo del cuerpo para girar y dar vuelta a su camino a través de una serie de circuitos visuales completamente impresionantes.
- Sonic Unleashed fue lanzado en noviembre de 2008 para las tres plataformas de la nueva generación (PlayStation 3, Xbox 360 y Wii) y para PlayStation 2. Este juego alternará el control 2D y 3D. Sonic deberá salvar el planeta de la catástrofe creada por Eggman, sufriendo una terrible mutación cuando cae la noche (Sonic the Werehog).
- Sonic and The Black Knight (Sonic y El Caballero Negro), Nintendo Wii: Remontado a la edad Arturiana, en este juego, aparte de sus habilidades ya mencionadas, usa una espada. atacando simplemente con ella o combinaciones como hacerse bola con la espada, también hay apariciones de Sir Lancelot (Shadow), Sir Gawain (Knuckles), Sir Percival (Blaze), Smith (un herrero) (Tails) y la Dama del lago (Amy).Su nueva forma será Excalibur- Sonic que posee una armadura dorada y una espada grande (Excalibur) y poderosa, también hay personajes extras como:Silver (Sir Galahad) y Jet (Sir Lamorak)que se pueden usar en el Modo Batalla.
- Sonic Colors fue lanzado en noviembre del 2010 en Australia, Europa, América del Norte, y Japón. El Dr. Eggman, para disculparse por sus malvados planes del pasado, ha creado un parque de atracciones en el espacio intergaláctico, con varios planetas unidos, pero en realidad es una trampa, y el parque de atracciones es otro de sus planes. Sonic tendrá que rescatar a los Wisp, que son los alienígenas que el Dr. Eggman está capturando para conseguir energía, y parte de la energía está en el parque de atracciones la trampa principal para nuestro erizo favorito.
- Sonic & Sega All-Stars Racing fue lanzado a principios de 2010 para todas las consolas de nueva generación y PC. Se trata de un juego arcade de conducción al estilo Mario Kart con personajes tanto de la franquicia de Sonic como de otros juegos pertenecientes a Sega. Carece de un argumento propio.
- Sonic the Hedgehog 4: Después de años de nuevos títulos y lanzamientos bajo el nombre del erizo azul, SEGA anunció oficialmente la continuación de la saga original, la cual habían dejado hasta "Sonic & Knuckles". Disponible para iPhone / iPod Touch, Android, Kindle Fire, PS3, Xbox 360 y Wii.
- Sonic Generations: Es el más actual videojuego de la serie Sonic the Hedgehog, ideado para celebrar el 20º Aniversario del nacimiento de Sonic. En él aparecen tanto Sonic Clásico (1991-1998) como Sonic Moderno (1998-Actualidad), suponiendo una mezcla de jugabilidades 2D y 3D y está disponible desde finales de noviembre en las plataformas PlayStation 3, Xbox 360, PC (a través de Steam) y Nintendo 3DS.
- Sonic & All-Stars Racing Transformed : la secuela de "Sonic & Sega All-Stars Racing" se anunció oficialmente el 30 de abril de 2012. Fue lanzada para PlayStation 3, Xbox 360, PC, Nintendo 3DS, Wii U y PS Vita a finales de 2012.

### En consolas de nueva generación (2012-presente)
- Sonic Lost World: Es un juego de la serie, lanzado para Wii U y Nintendo 3DS y posteriormente para PC, parte de la nueva unión de Sega y Nintendo.
- Sonic Boom: el juego de Sonic lanzado para Wii U y para Nintendo 3DS, que también tiene una serie de televisión por primera vez en CGI.
- Sonic Boom: Fire & Ice: Secuela de Sonic Boom para 3DS, esta vez incluyendo dos elementos (Fuego y Hielo) para atravesar obstáculos y lograr objetivos con el fin de parar al Dr. Eggman y D-Fekt.
- Sonic Mania: Juego al estilo clásico, en 2D, desarrollado por Christian Whitehead (Taxman), Headcannon (Simon Thomley, también conocido como Stealth) y PagodaWest Games (sonic 2 HD, Major Magnet). Se lanzó el 15 de agosto de 2017 para Xbox One, PlayStation 4, Nintendo Switch y PC. Tiene como contenido descargable extra Sonic Mania Plus que contiene un nuevo modo llamado "Modo Encore" (renombrado Modo Bis en idioma español) y dos personajes jugables nuevos: Mighty y Ray.
- LEGO Dimensions: Sonic aparece como un personaje jugable junto con otros nuevos personajes de diferentes franquicias en packs descargables, lo que lo convierte como el segundo personaje original de un videojuego al estilo LEGO, detrás de Chell, de Portal 2.
- Sonic Forces: Juego 3D de la saga, el primero desarrollado por Sonic Team desde Sonic Lost World. En el juego, tendremos que crear un personaje para la "Resistencia", Junto al sonic clásico, se tendrá que derrotar a Eggman, Shadow the Hedgehog, Metal Sonic, Zavok, Chaos y un nuevo enemigo llamado "Infinite". El juego se lanzó para Xbox One, PlayStation 4, Nintendo Switch y Steam.
- Team Sonic Racing: Videojuego de carreras protagonizado por los personajes del universo Sonic. Se podrá controlar a 15 personajes y permitirá personalizar la apariencia y el rendimiento de los vehículos. Incluirá un modo historia y distintas modalidades multijugador en línea y local. Se lanzó el 21 de mayo de 2019, para las plataformas PlayStation 4, Xbox One, Nintendo Switch y Windows (Steam).
- Minecraft: Aparece como paquete DLC de pago, hay aventuras en Green Hills Zone y Chemical Plant Zone y permite a los jugadores recolectar anillos, enfrentar obstáculos y derrotar enemigos para obtener puntuación alta.
- Sonic Origins: Compilacion de los primeros cuatro juegos, añadiendo la habilidad de usar el Drop Dash.
- Sonic Frontiers: El primer juego de "zona abierta" de la saga en 3D, desarrollado por el Sonic Team (siendo el primero desde Sonic Forces). En el juego, tendremos que rescatar a nuestros amigos de un mal mayor liberado (como de costumbre) por Eggman. El juego se lanzó para Xbox One, PlayStation 5, PlayStation 4, Nintendo Switch y PC.
- Sonic Superstars: es un videojuego de plataformas de 2023 desarrollado por Arzest y Sonic Team y publicado por Sega. Presenta un juego de desplazamiento lateral similar a los juegos de Sonic the Hedgehog lanzados para la Mega Drive en la década de 1990. Como uno de los cuatro personajes del jugador—Sonic the Hedgehog, Miles «Tails» Prower, Knuckles the Echidna y Amy Rose.
- Sonic x Shadow Generations: es un próximo juego de plataformas desarrollado por Sonic Team y publicado por Sega . Sigue a Shadow the Hedgehog (2005) como el segundo juego de Sonic the Hedgehog en presentar a Shadow the Hedgehog como protagonista. La historia, que corre paralela a los eventos de Sonic Generations (2011), ve a Shadow enfrentarse a su archienemigo Black Doom. No estará disponible como un juego independiente, sino que se incluirá con una remasterización de Sonic Generations en Sonic X Shadow Generations . Está previsto que se lance el 25 de octubre de 2024 para Nintendo Switch , PlayStation 4 , PlayStation 5 , Xbox One , Xbox Series X/S y Windows .

## Otros medios

### Series de animación
La primera aparición de una serie de Sonic en la televisión fue la de "The Adventures of Sonic the Hedgehog" (Las Aventuras de Sonic El Erizo) conocida por sus siglas "AoStH". Esta serie era más bien para preescolares e infantes. Fue una serie Cómica y divertida y sus personajes fueron la inspiración para el juego "Dr. Robotnik's Mean Bean Machine". Aparte por que al final de cada capítulo salía un segmento llamado "Sonic dice" en que se le dan al espectador consejos cívicos, advertencias y precauciones para la vida.
La siguiente fue "Sonic the Hedgehog" (Sonic El Erizo), que era mucho más oscura. Se la conoce también con la sigla de "SatAM", una referencia clara al horario en que se transmitía (sábados por la mañana), esta serie presentaba un argumento mucho más serio y profundo que la primera serie, apareciendo numerosos nuevos personajes y enriqueciendo considerablemente a la misma.
"Sonic Underground" que fue la que posteriormente se realizó, se alejaba de las series anteriores. Sonic formaba parte de un grupo musical junto a sus dos hermanos Manic y Sonia quienes solo aparecieron en esta serie y en un cómic de Archie basado en la misma y que servía como continuación de ésta.
"Sonic the Hedgehog: The Movie" fue un OVA japonés de dos capítulos, ambientado en un universo propio pero basado en el canon japonés clásico de la franquicia, llegó al mercado anglosajón como una película con los dos episodios juntos llamada Sonic The Movie. En él, Sonic, Tails y Knuckles viajan a Eggmanland y luchan contra Metal Sonic.
"Sonic X", es una serie anime basado en la serie de juegos (Sonic Adventure, Sonic Adventure 2 y Sonic Battle) en la que Sonic es transportado al mundo de los humanos junto con Tails, Knuckles, Amy, el Dr. Eggman y los demás.
"Sonic Boom (serie de televisión)" es una nueva serie de animación protagonizada por Sonic, Tails, Knuckles, Amy y Sticks, cuyo principal antagonista y enemigo principal es el Dr. Eggman. Fue estrenada en Estados Unidos y Francia en el año 2014 y el 5 de julio de 2015 en Latinoamérica, a través de Cartoon Network y CANAL J respectivamente. Aquí Sonic, Tails, Amy y Knuckles tienen nueva apariencia al igual que cambian sus características y además no existen las Chaos Emeralds. Es una versión alterna del universo del Sonic original.
Sonic fue parodiado varias veces en las series Mad y Robot Chicken, mayoritariamente, junto a otros personajes de videojuegos como Mega Man, Mario y Pac-Man.
La última aparición de Sonic en una serie de televisión fue en un crossover de OK K.O.! Let's Be Heroes una serie de Cartoon Network en 2019 en una colaboración entre Cartoon Network y Sega.
Y la última serie que ha protagonizado es Sonic Prime.

### Cómics
Sonic The Hedgehog (Archie): Fue un cómic publicado por Archie Comics de forma mensual en Norteamérica lanzado en el año 1993. El cómic tenía una historia única, distinta al canon de los videojuegos y contaba con personajes exclusivos. Entre ellos están Sally Acorn, Bunnie Rabbot, Antoine D'Coolette y Rotor Walrus, los cuales junto a Sonic y Tails conformaban a los Freedom Fighters, un grupo que lucha contra el Dr.Robotnik (Dr.Eggman) y sus planes de robotizar a la población. En 2010 la serie sufrió una demanda por uno de los guionistas previos del cómic, Ken Penders, que acabó en 2013. Debido a esta demanda muchos personajes importantes tuvieron que ser removidos por problemas de derechos de autor, por lo cual se decidió hacer un "reboot" en la historia del cómic. Las líneas de tiempo fueron llamadas Pre-Super Génesis Wave (1993-2012) y Post-Super Génesis Wave (2013-2017), Post-Super Génesis es el nombre que se le dio al nuevo comienzo del cómic, donde se excluyeron los personajes de Ken Penders, hubo cambios de locaciones y se incluyeron nuevos mandatos hechos por Sega.
A pesar de los cambios que se hicieron, Ken Penders insistió una vez más con una demanda en el año 2016 luego de acusaciones de previos trabajos que no fueron pagados por Archie Comics. Debido a esto Sega decidió terminar definitivamente la licencia de los cómics de Sonic The Hedgehog.
Archie Comics's Sonic The Hedgehog llegó a su final en febrero de 2017 con la portada #290. Debido al abrupto final que tuvo el cómic en el día 20 de julio de 2017, muchas historias que se estaban llevando a cabo quedaron inconclusas. Archie Sonic The Hedgehog posee el récord Guinnes del cómic más longevo del mundo basado en un videojuego con una duración de 24 años. (1993-2017)
Sonic The Hedgehog (IDW): Publicados por IDW Publishing, Sonic The Hedgehog es un cómic de publicación mensual que comenzó en abril de 2018. Luego de que Sega se distanciara de Archie Comic en julio de 2017, unos días más tarde se dio a conocer la noticia de que Sonic tendría una nueva serie de cómics publicados por IDW a partir del próximo año. La nueva serie tendría un nuevo comienzo distanciado de las historias de cómics anteriores y con una trama mucho más similar a la de los videojuegos. El cómic se centra en la vida de Sonic y sus amigos en su constante lucha contra el Dr. Eggman. También se suman nuevas amistades como Tangle the Lemur y Whisper the Wolf, al igual que enemigos como Dr. Starline, Rough y Tumble, los cuales son personajes exclusivos de los cómics.
Sonic The Comic (Fleetway): Fue una serie de cómics publicados por Fleetway Editions en Reino Unido entre los años 1993 y 2002. En el, Sonic junto a Tails batallan constantemente contra Dr.Robotnik (Dr.Eggman) para evitar que este robotice a los animales y conquiste al mundo. Luego de un tiempo se unen al equipo de la resistencia Knuckles The Echidna y Amy Rose al igual que personajes exclusivos como Johnny Lightfoot, Porker Lewis y Tekno The Canary.

### Película

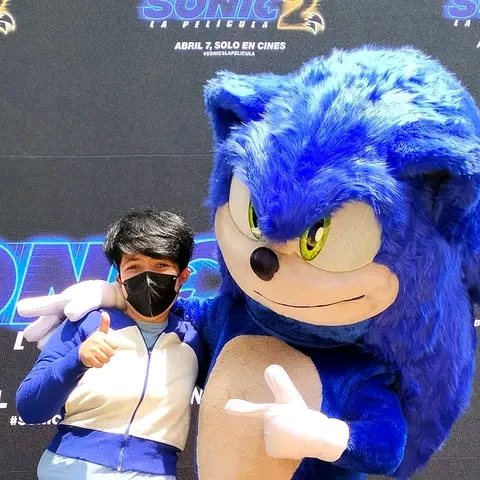
Mascota de Sonic posando junto a un fan en el estreno de la película Sonic 2.

Sonic, la película es una película de acción real basada en los primeros videojuegos de la saga. Es protagonizada por Ben Schwartz (voz de Sonic), James Marsden, Jim Carrey y Tika Sumpter, que fue estrenada el 13 de febrero de 2020. En la primera película, se centra en Sonic, nacido con poderes y habilidades de velocidad supersónica, que se hace amigo del sheriff llamado Tom Wachowski, para detener al villano Dr. Robotnik (Eggman) que planea tener los poderes de velocidad de Sonic para dominar el mundo. Una secuela, Sonic 2, la película, se estreno el 8 de abril de 2022, y se centra en Sonic y Tails en una carrera para evitar que Robotnik y Knuckles consigan la Gema Esmeralda.
El diseño original de Sonic del tráiler inicial de la primera película aparece en Chip 'n Dale: Rescue Rangers, con la voz de Tim Robinson. Llamado "Ugly Sonic", es retratado como un actor acabado que busca regresar después de que lo expulsaron de la película.
Sonic aparece brevemente como el avatar de un jugador en la película de 2018 Ready Player One.

### Otras Apariciones
Famitsu Comic '92 Barcelona Olympic: En la revista Famitsu no. 188 de 1992, aparece en los personajes de los videojuegos en los juegos olímpicos, incluyendo a Sonic empieza sobre un gran salto.

## Actores de voz

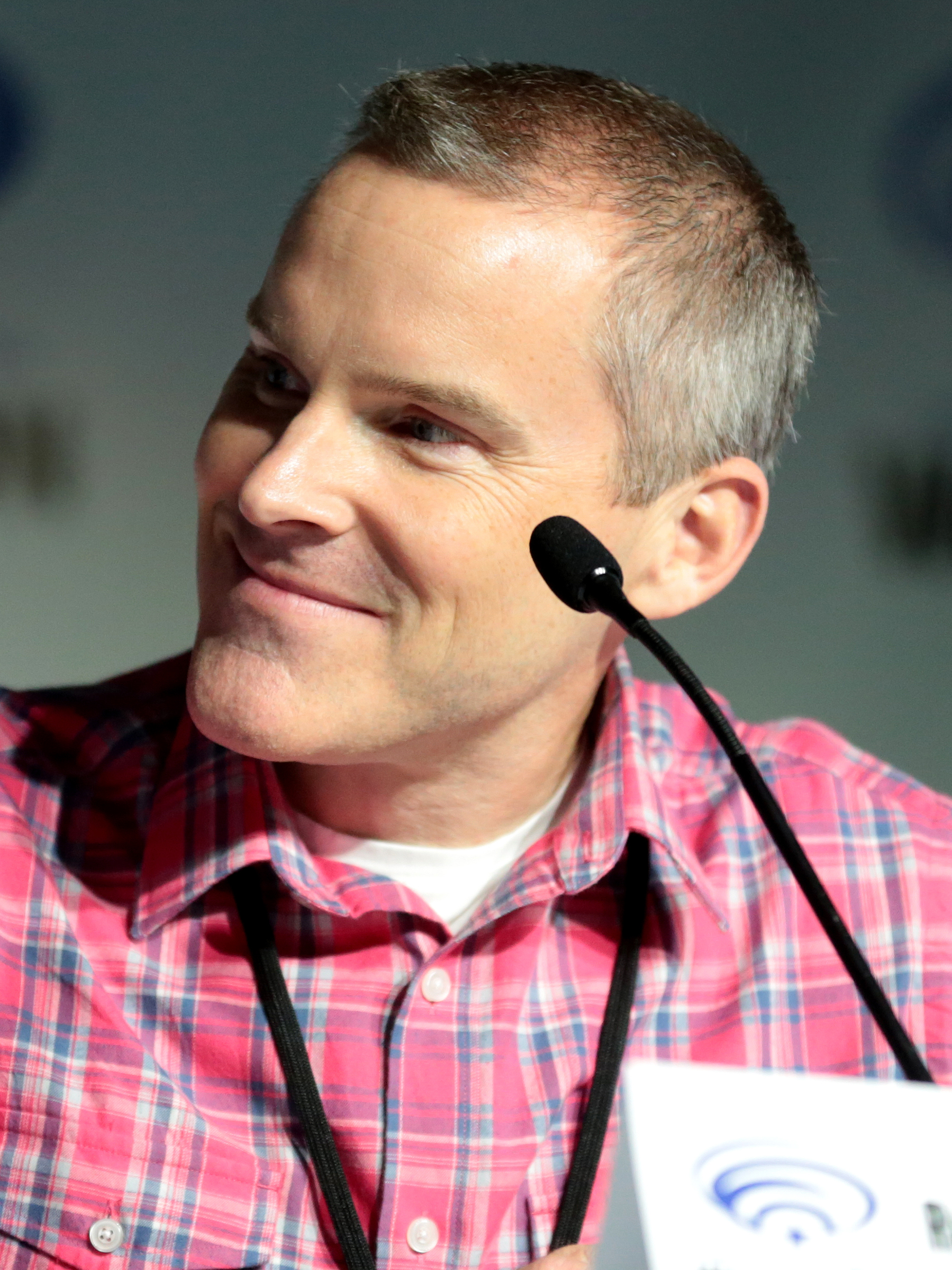
Roger Craig Smith, el actor de voz del personaje en los medios ingleses desde 2010.

Sonic ha sido interpretado por diversos actores de voz a lo largo de su historia.
En japonés
- Takeshi Kusao (SegaSonic the Hedgehog).
- Masami Kikuchi (Sonic the Hedgehog: The Movie).
- Jun'ichi Kanemaru (Sonic Adventure en adelante).

En inglés
- Masato Nishimura (Sonic CD) La voz es la misma en todas las regiones, pero habla en inglés.
- Jason Griffith (Sonic X)
- Martin Burke (Sonic The Movie).
- Jaleel White (Adventures of Sonic the Hedgehog, Sonic the Hedgehog (SatAm) y "Sonic Underground).
- Ryan Drummond (Sonic Adventure hasta Sonic Heroes).
- Jason Anthony Griffith (Sonic X, Shadow the Hedgehog hasta Sonic & Sega All-Stars Racing).
- Roger Craig Smith (Sonic Free Riders en adelante).
- Ben Schwartz (Sonic, la película, Sonic 2, la película, Knuckles y Sonic 3, la película).
- Deven Mack (Sonic Prime)

En español
- Rafael Alonso Naranjo Jr. : Doblaje al castellano de Las aventuras de Sonic el erizo, Sonic el erizo, Sonic X,Wreck-It Ralph y Los Simpson: el videojuego.
- Jonatán López: Doblaje al castellano de "Sonic Underground" y en los videojuegos desde "Sonic Generations" hasta 2016.
- Ángel de Gracia: Doblaje al castellano desde 2016.
- Jorge Roig Jr. : Doblaje al español latino de "Las aventuras de Sonic el erizo", la primera temporada de "Sonic el erizo" y "Knuckles".
- Sergio Gutiérrez Coto: Doblaje al español latino del especial de Navidad de "Las aventuras de Sonic el erizo" y la segunda temporada de "Sonic el erizo".
- Yamil Atala: Doblaje al español latino de "Sonic Underground" y de la película "Wreck-It Ralph".
- Ricardo Silva: Doblaje al español latino de "Sonic Underground" (canciones).
- Pablo Ausensi: Doblaje al español latino de las 2 primeras temporadas de Sonic X.
- Hernán Bravo: Doblaje al español latino de la tercera temporada de Sonic X.
- Jorge Bringas: Doblaje al español latino de Sonic Boom.
- Memo Aponte: Doblaje al español latino de Ralph Breaks the Internet y OK K.O.! Let's Be Heroes.
- Luis Arturo Villar «Luisito Comunica»: Doblaje al español latino de Sonic, la película, y el resto de la trilogía.
- Marc Winslow: Doblaje al español latino de Sonic Prime de Netflix.

## Lista de canciones de Sonic
Esta lista muestra algunas de las canciones de Sonic en distintos videojuegos. Cabe destacar que lo más común es la música del género rock/rock Alternativo, dejando en claro la preferencia de Sonic hacia el rock.
- Sonic Boom/Sonic Warrior (Sonic CD)
- It Doesn't Matter (Sonic Adventure)
- Open Your Heart (Sonic Adventure)
- Escape From The City (Sonic Adventure 2)
- Supporting Me (Sonic Adventure 2)
- Live And Learn (Sonic Adventure 2)
- Get Edgy (Sonic Rush)
- Back 2 Back (Sonic Rush)
- Raisin' Me Up (Sonic Rush)
- We Can (Sonic Heroes)
- Sonic Heroes (Sonic Heroes)
- What I'm Made Of (Sonic Heroes)
- I Am... (All Of Me) (Shadow the Hedgehog)
- His World (Sonic The Hedgehog 2006)
- Seven Rings in Hand (Sonic and the Secret Rings)
- Catch Me If You Can (Sonic Riders Zero Gravity)
- Endless Possibilities (Sonic Unleashed)
- Knight of the Wind (Sonic and the Black Knight)
- Through The Fire (Sonic and the Black Knight)
- Reach For The Stars (Sonic Colors)
- Speak With Your Heart (Sonic Colors)
- Sonic Drive (Sonic X), cantada por Hironobu Kageyama y Hideaki Takatori.
- Fist Bump (Sonic Forces)
- Infinite (Sonic Forces)
- Undefeatable (Sonic Frontiers)
- Break Through It All (Sonic Frontiers)
- Find Your Flame (Sonic Frontiers)
- I'm Here (Sonic Frontiers)